# Balkan-Wasserfrosch
Der Balkan-Wasserfrosch (Pelophylax kurtmuelleri, Synonym: Rana kurtmuelleri, Rana balcanica) gehört innerhalb der Ordnung der Froschlurche zur Familie der Echten Frösche (Ranidae), wo er den Wasserfröschen zugeordnet wird. Die Art ist über weite Teile von Griechenland sowie in Albanien und im Süden von Serbien verbreitet.

## Merkmale
Der Balkan-Wasserfrosch hat eine Körperlänge von etwa 75 bis 100 Millimetern, wobei die Männchen Größen bis maximal etwa 80 Millimetern und die Weibchen von maximal 100 Millimetern erreichen. Es handelt sich damit um vergleichsweise große Wasserfrösche aus dem Verwandtschaftskreis der Seefrösche mit einem ausgeprägten Sexualdimorphismus.
Die Rückenfärbung ist meistens grün, kann jedoch bei einzelnen Individuen auch teilweise oder vollständig braun sein. Die Rückenseite weist in der Regel einen hellgrünen Streifen auf, der sich über die Rückenmitte zieht, und besitzt unregelmäßig verteilte dunkelgrüne, -braune, -graue oder schwärzliche Flecken. Die Bauchseite ist hell und meistens unbefleckt. Die Augen stehen relativ nah beieinander, die Trommelfelle sind bronzefarben oder grau mit einem grünen Zentralbereich. Die Männchen besitzen paarige hell- oder dunkelgraue Schallblasen an den Mundwinkeln.
Vom Seefrosch (Pelophylax ridibundus) lässt sich der Balkan-Wasserfrosch vor allem durch die Paarungsrufe der Männchen unterscheiden. Diese sind kürzer als beim Seefrosch und bestehen meist nur aus 3 bis 5 deutlich hörbaren Impulsgruppen, während die des Seefrosches länger sind und aus 7 Impulsgruppen bestehen. Von dem im Westen Griechenlands teilweise sympatrisch vorkommenden Epirus-Wasserfrosch (Pelophylax epeiroticus) unterscheiden sich der Balkan-Wasserfrosch und der Seefrosch durch dessen markanten Paarungsruf, der aus Einzelimpulsen und nicht aus Impulsgruppen aufgebaut ist. Ferner zeichnet sich der Epirus-Wasserfrosch durch hell-grüne bis gelbliche Flankenfärbung und durch gelb-orange Färbung der Schwimmhäute aus, Merkmale, die dem Balkan-Wasserfrosch und dem Seefrosch fehlen.

## Verbreitung

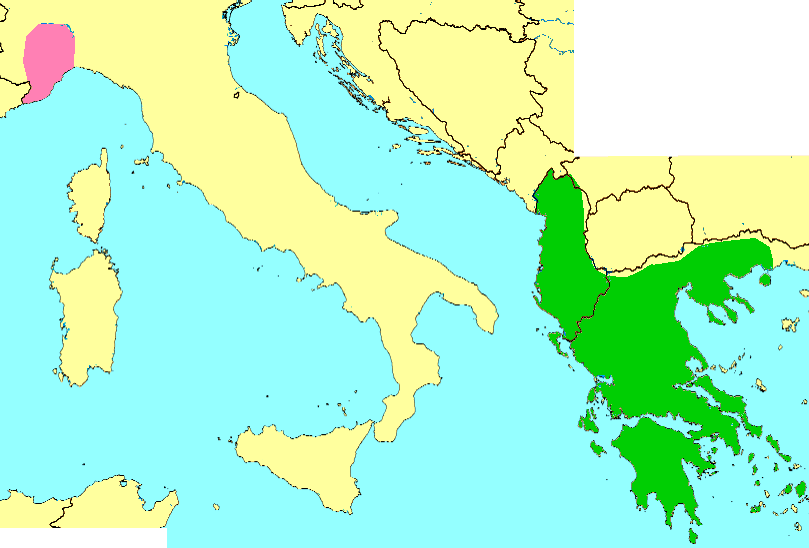
Verbreitungsgebiet des Balkan-Wasserfrosches

Die Art kommt in großen Teilen von Griechenland, Albanien und dem südlichen Serbien sowie auf verschiedenen griechischen Insel wie Zakynthos und Kythira vor. Zudem wurde die Art um 1941 in die Provinz Imperia in Ligurien, Norditalien, eingeführt, wo sie sich etablieren und weiter ausbreiten konnte. Im Nationalpark Aspromonte an der Südspitze des italienischen Festlandes wurde der Balkanfrosch, Pelophylax kurtmuelleri, in acht Gewässern nachgewiesen, in drei davon er allein, in fünf syntop mit Pelophylax bergeri. Die Gewässer haben unterschiedliche Höhenlage, das höchstgelegene befindet sich auf 1350 Meter über Normalnull. Die Balkanfrösche stammen aus Südwest-Griechenland und wurden Anfang der 1980er Jahre im Rahmen einer Baumaßnahme von den Beschäftigten eingeführt, um sie als Nahrungsquelle zu nutzen. Weitere Ansiedlungen als Neozoen gab es in Frankreich, Dänemark, der Schweiz und in Süddeutschland.
Die Höhenverbreitung der Art reicht vom Meeresniveau bis maximal etwa 1000 Meter.

## Lebensweise

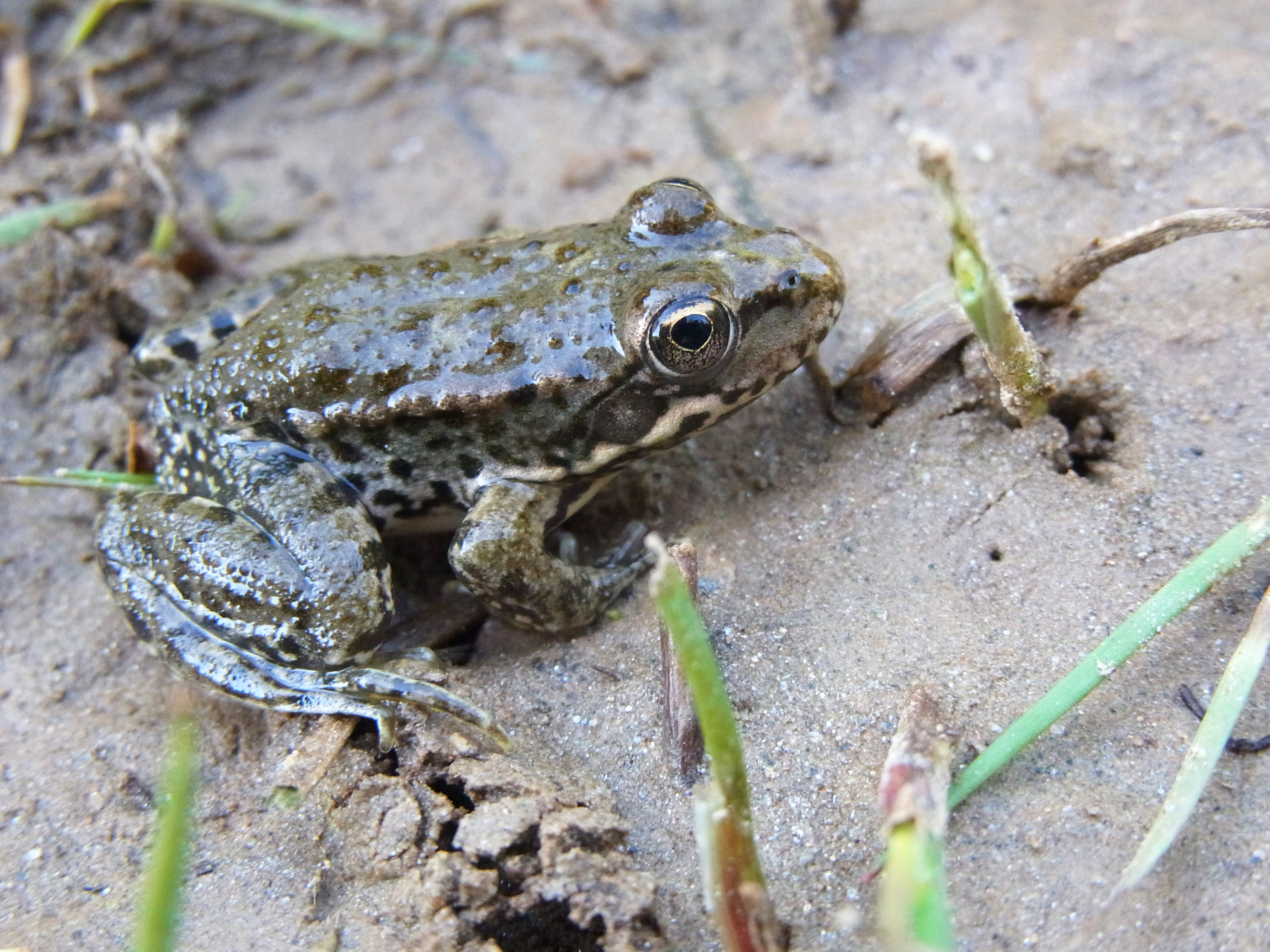
Balkan-Wasserfrosch

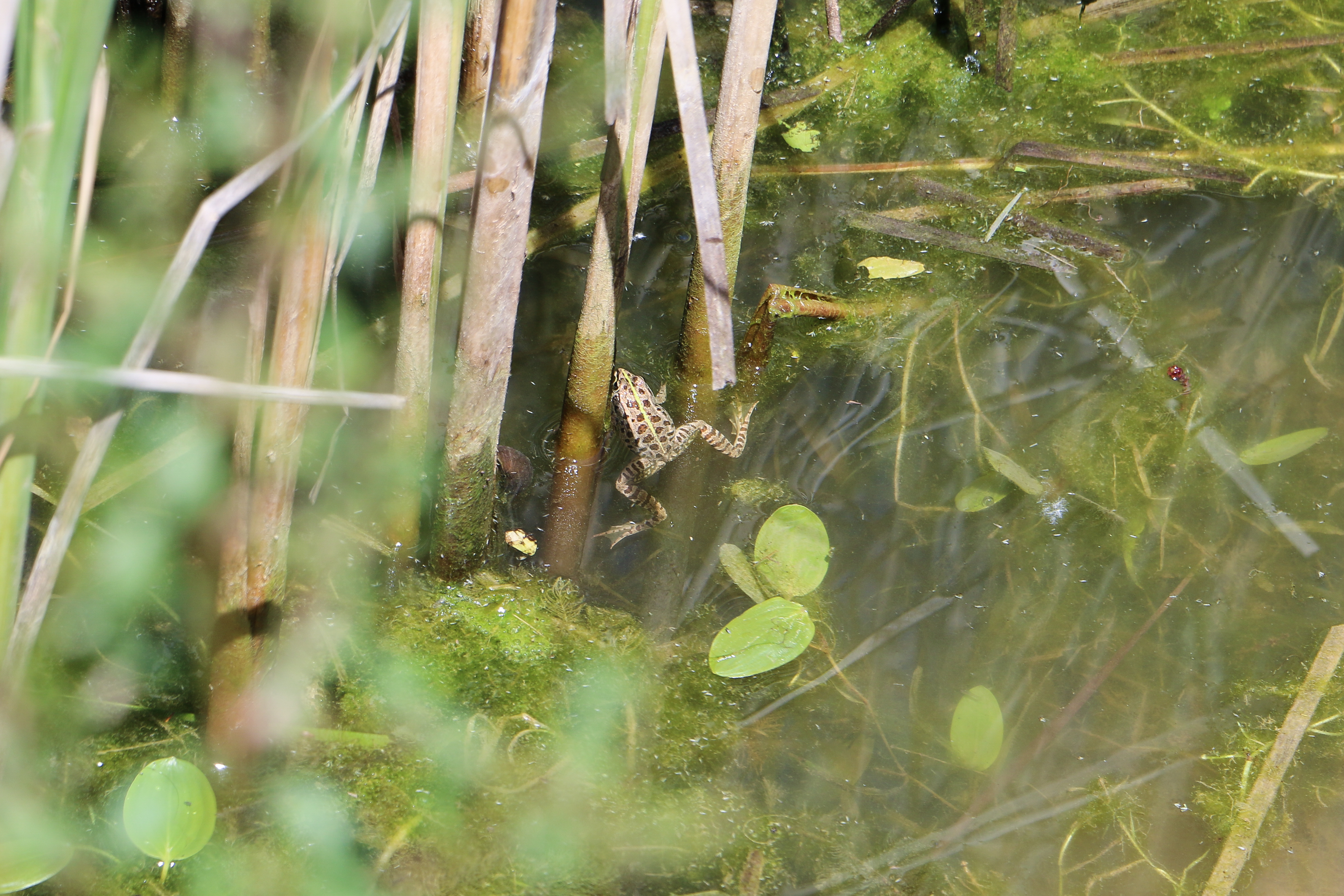
Balkan-Wasserfrosch im typischen Habitat

In der Lebensweise entspricht der Balkan-Wasserfrosch weitgehend den anderen Arten der Gattung, vor allem dem Seefrosch (Pelophylax ridibundus). Es handelt sich um eine weitgehend aquatische Art von Dauerfeuchtgebieten und er lebt unter anderem in langsam fließenden Gewässern, Tümpeln und permanenten Teichen. Zudem ist er auch in den umliegenden feuchten terrestrischen Lebensräumen zu finden. Er ist relativ anpassungsfähig und in der Lage, auch in Gebieten mit organischer Verschmutzung sowie in anthropogen angelegten und gestörten Gewässern zu leben. Die Art ist weitgehend tagaktiv, wird jedoch auch nachts gesichtet oder gehört. Wie andere Frösche ernährt sich auch der Balkan-Wasserfrosch unspezifisch von Insekten, Spinnen, Asseln und Schnecken, wobei die Zusammensetzung stark vom jeweiligen Habitat und der Nahrungsverfügbarkeit abhängt.
Die Männchen beginnen mit ihren Rufen im Februar. Die Fortpflanzung ist saisonal, und die Paarung der Tiere findet ab März in flachen, permanenten Gewässern statt. Die Kaulquappen erreichen eine Länge von bis zu 10 Zentimetern und verlassen die Gewässer erst nach der vollständigen Metamorphose.

## Rufverhalten
Die Aufnahmen der Paarungsrufe von Pelophylax kurtmuelleri erfolgten vom 24. März bis 1. April 1982 an Kleingewässern im Tal des Gallikos Flusses, zirka 25 Kilometer nordwestlich von Thessaloniki. Die Wasserfrösche dieser Standorte galten damals als Seefrösche, Rana ridibunda, wie in ganz Griechenland.
Bei Beginn der Beobachtungen befanden sich die Wasserfrösche am Ende der Vorlaichzeit, auf die die Laichzeit folgte, in der sich die Frösche paarten. Die Weibchen legten jeweils mehrere Eipakete an der Wasseroberfläche zwischen Pflanzen ab.

### Paarungsruf

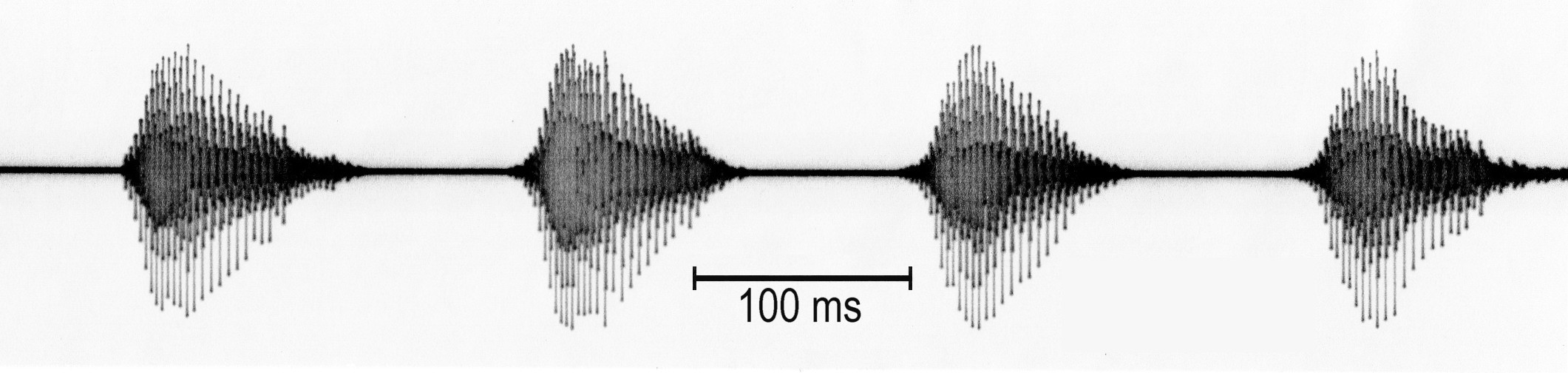
Schallbild (Oszillogramm) eines Paarungsrufs mit vier Impulsgruppen, auf Band aufgenommen bei 20,3 °Celsius im Tal des Gallikos bei Thessaloniki.

Während der Beobachtungszeit wurden Paarungsrufe zwischen 14,5 und 21,5 °Celsius Wassertemperatur auf Tonband aufgezeichnet und nachfolgend analysiert.
Paarungsrufe der Männchen sind spezifisch. Die Anzahl der Impulsgruppen, aus denen die Paarungsrufe aufgebaut sind (Abbildung), ist mit im Mittel 4,05 ± 0,64 Impulsgruppen pro Ruf gering. Dieses Rufmerkmal bleibt von der Wassertemperatur unbeeinflusst. Die Impulsgruppen bestehen im Mittel aus 25,72 Impulsen, deren Wiederholungsrate hoch ist, weshalb auf den Schallbildern meist nur die höchsten Ausschläge der Impulse gut zu erkennen sind. Das Frequenzspektrum der Paarungsrufe weist zwei Komponenten auf, eine niederfrequente bei 400 bis 500 Hertz und eine hochfrequente bei 1,5 bis 2,3 Kilohertz.
Mehrere Rufmerkmale sind mit der Wassertemperatur negativ korreliert. Steigt die Wassertemperatur an, nehmen die Werte ab. Diese Veränderungen gehorchen linearen Gleichungen. Für 20 °Celsius Wassertemperatur, die während der Laichzeit häufig auftritt, ergeben sich aus den Gleichungen die folgenden Werte: Die Rufe haben eine Dauer von 551,53 Millisekunden, die Intervalle zwischen den Paarungsrufen messen 1277 Millisekunden. Die Impulsgruppen, die einen Paarungsruf aufbauen, dauern 77,73 Millisekunden, die Intervalle zwischen ihnen 68,65 Millisekunden. Ein weiteres wichtiges Rufmerkmal ist die Anzahl der Impulsgruppen pro Sekunde, die mit steigender Wassertemperatur zunimmt. Bei 20 °Celsius beträgt der Wert 7,74 Impulsgruppen pro Sekunde.

## Systematik
Der Balkan-Wasserfrosch wurde 1940 von dem Herpetologen Henrik Gayda wissenschaftlich unter dem Namen Rana kurtmuelleri beschrieben, allerdings später als Synonym zum Seefrosch (Pelophylax ridibundus, damals Rana ridibunda) betrachtet. 1993 beschrieb eine Arbeitsgruppe um den Bonner Zoologen Hans Schneider eine neue Art der Wasserfrösche aus dem Norden Griechenlands unter dem Namen Rana balcanica, die jedoch später mit Rana kurtmuelleri synonymisiert wurde. Die Art ist anerkannt.
Der Paarungsruf der Wasserfrösche in Nord-Griechenland erwies sich als identisch mit dem Paarungsruf der Wasserfrösche im früheren Süd-Jugoslawien, im Vergleich zum Paarungsruf der Wasserfrösche in Israel war der Unterschied dagegen groß. Die beigefügte Abbildung zeigt das für das Rufmerkmal Dauer der Impulsgruppen. Dieser Unterschied, der bei allen analysierten Rufmerkmalen gegeben ist, führte zu dem Vorschlag, dem Wasserfrosch in Israel den Status einer Unterart von Rana ridibunda zu geben. Gleichzeitig stellte sich die Frage, welcher dieser beiden Wasserfrösche Rana ridibunda repräsentiert, der östliche in Israel oder der westliche in Nord-Griechenland. Um sie zu beantworten, folgte eine Paarungsrufanalyse bei den Seefröschen in Atyrau, früher Guryev, am Nordende des Kaspischen Meeres, Kasachstan, der Typuslokalität von Rana ridibunda.

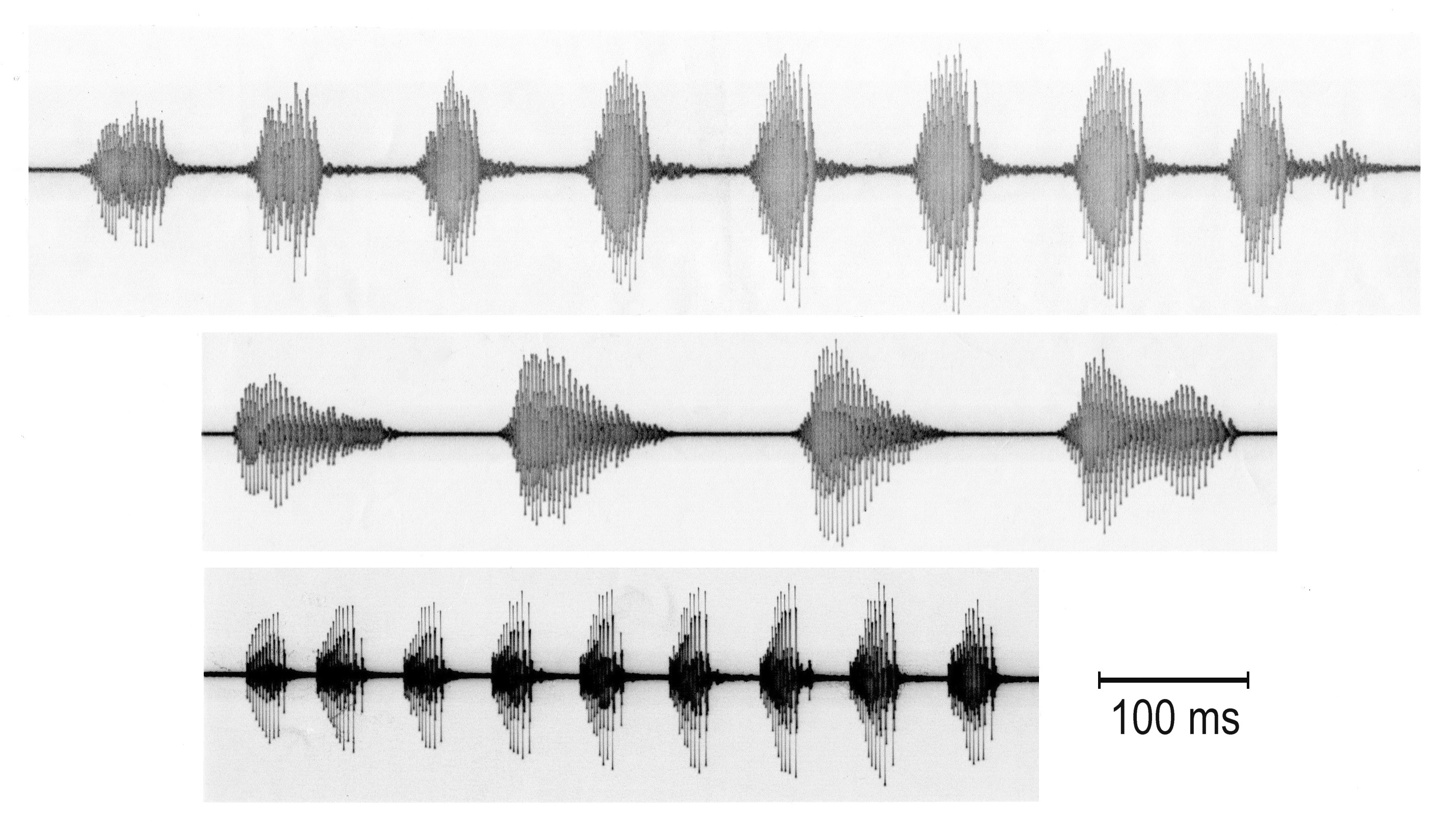
Schallbilder (Oszillogramme) von Paarungsrufen bei Wasserfröschen. Oben: Seefrosch, Pelophylax ridibundus, Mitte: Balkan-Wasserfrosch, Pelophylax kurtmuelleri, Unten: Levante-Wasserfrosch, Pelophylax bedriagae.

Die mathematische Bearbeitung von jeweils neun Merkmalen der Paarungsrufe der drei Gruppen lieferte ein eindeutiges, zugleich überraschendes Ergebnis, denn weder der Paarungsruf der östlichen noch der westlichen Form stimmt mit dem Paarungsruf der typischen Rana ridibunda überein. Die großen, rechnerisch belegten Unterschiede bei den Paarungsrufen führten zu dem Schluss, dass sowohl der östlichen als auch der westlichen Form der Status einer Art zukommt. Die östliche wurde Rana levantina, die westliche Rana balcanica, genannt, die inzwischen aufgrund von Priorität in Pelophylax bedriagae beziehungsweise Pelophylax kurtmuelleri umbenannt wurden.
In die mathematische Bearbeitung der Rufdaten wurden zusätzlich Daten von Rufanalysen der Wasserfrösche weiterer Standorte in Griechenland und anderen Ländern einbezogen. Seefrösche, Pelophylax ridibundus, kommen in Armenien vor, ferner in Thrakien einschließlich der Insel Samothraki, Griechenland, und bei Nessebar, Bulgarien. Der Paarungsruf von Pelophylax ridibundus besteht im Mittel aus sieben Impulsgruppen/Ruf, diese aus durchschnittlich 19 Impulsen. Der östliche Levante-Wasserfrosch, Pelophylax bedriagae, ist in Israel, Ägypten, im Südwesten der Türkei und nach neuen Ergebnissen in Syrien heimisch. Der Paarungsruf von Pelophylax bedriagae besteht im Mittel aus 10 Impulsgruppen/Ruf, die Impulsgruppen sind aus durchschnittlich 11 Impulsen aufgebaut. Der westliche Balkan-Wasserfrosch, Pelophylax kurtmuelleri, bewohnt Festland Griechenland mit Peloponnes, jedoch ohne Thrakien, den südlichen Teil des ehemaligen Jugoslawiens (Nordmazedonien), Albanien und ist am Skutarisee, Montenegro, und am Vransko Jezero, Kroatien, nachgewiesen. Der Paarungsruf von Pelophylax kurtmuelleri besteht im Mittel aus vier Impulsgruppen/Ruf mit durchschnittlich 29 Impulsen/Impulsgruppe. Außerdem ergab sich bei diesen Untersuchungen, dass Pelophylax ridibundus und Pelophylax kurtmuelleri Schwesterarten sind, ebenso sind Pelophylax bedriagae und Pelophylax perezi Schwesterarten.
Pelophylax kurtmuelleri und Pelophylax ridibundus in Thraken unterscheiden sich nicht durch Größe und Färbung, jedoch durch sechs standardisierte Indizes, zum Beispiel Körperlänge/Länge des 1. Fingers oder Körperlänge/Länge des Fersenhöckers.
Gestützt auf Angaben in der Literatur und eigene Beobachtungen schreibt Günther (1990), dass die Länder des Balkans und alle Länder des Nahen Ostens einschließlich Ägypten zum Verbreitungsgebiet des Seefrosches, damals Rana ridibunda, gehören. Durch die Begründung der beiden Arten Pelophylax kurtmuelleri und Pelophylax bedriagae wie auch Pelophylax epeiroticus, erfährt das Verbreitungsgebiet von Pelophylax ridibundus eine erhebliche Veränderung.

## Gefährdung
Der Balkan-Wasserfrosch wird in der Roten Liste gefährdeter Arten der IUCN als nicht gefährdet („Least Concern“) eingestuft, weil er über ein relativ großes Verbreitungsgebiet verfügt, eine größere Anpassungsfähigkeit gegenüber Lebensraumveränderungen sowie eine verhältnismäßig große Gesamtpopulation angenommen wird. Innerhalb der Verbreitungsgebiete ist er im Bereich der geeigneten Süßwasserhabitate generell häufig anzutreffen.
In ihrem heimischen Verbreitungsgebiet ist die Art durch die Entwässerung von Feuchtgebietshabitaten und die Verschmutzung vieler Wasserwege durch agrochemische und industrielle Verunreinigungen, teilweise aus dem Bergbau, bedroht. In den nördlichen Teilen ihres heimischen Verbreitungsgebiets, etwa am Skadarsee, ist sie durch übermäßiges Sammeln für kommerzielle Zwecke erheblich bedroht. Zusätzlich wird die Art durch die versehentliche Einführung von kommerziell transportierten und nicht einheimischen Wasserfröschen teilweise verdrängt. Die Art ist in den Anhängen des Washingtoner Artenschutzübereinkommens (CITES) nicht gelistet.

## Belege
1. ↑  Balkan-Wasserfrosch (Pelophylax kurtmuelleri) auf amphibiaweb.org; abgerufen am 2. April 2020.
2. 1 2 3 4 5 6 7 8 9  Dieter Glandt: Die Amphibien und Reptilien Europas. Alle Arten im Porträt. Quelle & Meyer 2015; S. 228–229. ISBN 978-3-494-01581-1.
3. 1 2 3 4 5 6 7 8  Pelophylax kurtmuelleri in der Roten Liste gefährdeter Arten der IUCN 2020. Eingestellt von: Thomas Uzzell, Franco Andreone, Petros Lymberakis, Milan Vogrin, Idriz Haxhiu, Jelka Crnobrnja Isailovic, Roberto Sindaco, Antonio Romano, 2008. Abgerufen am 2. April 2020.
4. ↑  Roberta Bisconti, Giuseppe Martino, Andrea Chiocchio, Antonino Siclari, Daniele Canestrelli: Balkan marsh frogs (Pelophylax kurtmuelleri) (Gayda, 1940) introduced in the Aspromonte National Park, southern Italy. In: BioInvasions Records. Band 8 (1), 2019, S. 26–33.
5. ↑  Panayiota Plitsi, Mando Koumaki, Vassiliki Bei, Panayiotis Pafilis, Rosa Maria Polymeni: Feeding ecology of the Balkan Water frog (Pelophylax kurtmuelleri) in Greece with emphasis on habitat effect. North-Western Journal of Zoology 12 (2), 2016; S. 292–298. Volltext.
6. 1 2  Robert Mertens, Heinz Wermuth: Die Amphibien und Reptilien Europas. Verlag Waldemar Kramer, Frankfurt am Main, 1960. 264 S.
7. 1 2 3 4  Hans Schneider, Theodora S. Sofianidou: The mating call of Rana ridibunda (Amphibia, Anura) in northern Greece as compared with those of Yugoslavian and Israeli populations: proposal of a new subspecies. In: Zoologischer Anzeiger. Band 214, 1985, S. 309–319.
8. ↑  Hans Schneider, U. Sinsch, Theodora S. Sofianidou: The water frogs in Greece: evidence for a new species. Journal of Zoological Systematics and Evolutionary Research 31(1), 1993: S. 47–63. doi:10.1111/j.1439-0469.1993.tb00178.x.
9. ↑  Frost, Darrel R. 2020. Amphibian Species of the World: an Online Reference. Version 6.0 (05-08-2020). Electronic Database accessible at http://research.amnh.org/herpetology/amphibia/index.html. American Museum of Natural History, New York, USA. doi:10.5531/db.vz.0001
10. ↑  Birgit Kuhn, Hans Schneider: Mating and territorial calls of the frog Rana ridibunda and their temperature-dependent variability. In: Zoologischer Anzeiger. Band 212, 1984, S. 273–305.
11. ↑  Eviatar Nevo, Hans Schneider: Structure and variation of Rana ridibunda mating call in Israel (Amphibia: Anura). In: Israel Journal of Zoology. Band 32, 1983, S. 45–60.
12. ↑  Hans Schneider, Eduard Murasovitch Egiasarjan: The structure of the calls of lake frogs (Rana ridibunda: Amphibia) in the terra typica restricta. In: Zoologischer Anzeiger. Band 227, 1991, S. 121–135.
13. 1 2 3  Hans Schneider, Ulrich Sinsch: Mating call variation in populations of Rana ridibunda (Anura: Ranidae): Statistical evaluations and taxonomic implications. In: Zeitschrift für zoologische Systematik und Evolutionsforschung. Band 30, 1992, S. 297–315.
14. ↑  Hans Schneider, Ulrich Sinsch, Eviatar Nevo: The lake frogs in Israel represent a new species. In: Zoologischer Anzeiger. Band 229, 1992, S. 97–106.
15. 1 2  Hans Schneider, Ulrich Sinsch, Theodora S. Sofianidou: The water frogs in Greece: evidence for a new species. In: Zeitschrift für zoologische Systematik und Evolutionsforschung. Band 31, 1993, S. 47–63.
16. 1 2  Gerhard Joermann, Ibrahim Baran, Hans Schneider: The mating call of Rana ridibunda (Amphibia: Anura) in western Turkey: Bioacoustic analysis and taxonomic consequences. In: Zoologischer Anzeiger. Band 220, 1988, S. 225–232.
17. 1 2  Mamdouh Saad Ahmed Akef, Hans Schneider: The eastern form of Rana ridibunda (Anura: Ranidae) inhabits the Nile delta. In: Zoologischer Anzeiger. Band 223, 1989, S. 129–138.
18. ↑  Hans Schneider, Eduard Murasovitch Egiasarjan: Bioacoustic investigations of lake frogs (Ranidae: R. ridibunda) in Armenia as a contribution to the study of distribution of the eastern form. In: Biological Journal of Armenia. Band 42, 1989, S. 926–935. Russisch.
19. ↑  Hans Schneider, unveröffentlicht
20. ↑  Eviatar Nevo, Hans Schneider (1983): Structure and variation of Rana ridibunda mating call in Israel (Amphibia: Anura). In: Israel Journal of Zoology. Band 32, 1083, S. 45–60.
21. ↑  Hans Schneider: Calls and reproductive behaviour of the water frogs of Damascus, Syria (Amphibia: Anura: Rana bedriagae Camerano, 1882). In: Zoology in the Middle East. Band 15, 1997, S. 51–66.
22. ↑  Hans Schneider, Idriz Haxhiu: Mating-call analysis and taxonomy of water frogs (Ranidae, Anura) in Albania. In: Zoologische Jahrbücher, Systematik. Band 121, 1993, S. 248–262.
23. ↑  Hans Schneider, Gerhard. Joermann: Mating calls of water frogs (Ranidae) of Lake Skutari, Yugoslavia, and relationship to water frogs in Greece. In: Zeitschrift für zoologische Systematik und Evolutionsforschung. Band 26, 1988, S. 261–27.
24. ↑  Hans Schneider: Bioakustische Nachweise von Froschlurchen in West-Ungarn, Slowenien und Kroatien. In: Zeitschrift für Feldherpetologie. Band 14, 2007, S. 63–76.
25. ↑  Rainer Günther: Die Wasserfrösche Europas. Die Neue Brehm-Bücherei. Band 600. A. Ziemsen Verlag, Wittenberg (Lutherstadt) 1990, ISBN 3-7403-0234-8.
26. ↑  Hans Schneider, Theodora S. Sofianidou, Pasqualina Kyriakopoulou-Sklavounou: Bioacoustic and morphometric studies of water frogs (genus Rana) of Lake Ioannina in Greece, and description of a new species (Anura, Amphibia). In: Zeitschrift für zoologische Systematik und Evolutionsforschung. Band 22, 1984, S. 349–366